# Plothen
Plothen ist eine Gemeinde im thüringischen Saale-Orla-Kreis.

## Geographie
Das Dorf ist Hauptort des Gebietes um die Plothener Teiche. Es liegt westlich der Bundesautobahn 9 und östlich des Seengebietes im waldreichen Südostthüringer Schiefergebirge. Die Landesstraße 1077 führt nördlich mit Anschluss an die Bundesstraße 2 vorüber. Das Gebiet gehört auch noch zum Schleizer Oberland. Zu Plothen gehört der Ortsteil Neudeck.

## Geschichte
Der Ortsname Plothen stammt nach alten Überlieferungen aus dem slawischen Wort Plotina. Das bedeutet Sumpf oder Teich, vielleicht auch von Plot für Hecke. Der Plothenwald wurde erstmals 1349, das Dorf 1378 als „Villa Plote“ erwähnt.
Der aus den Teichen kommende Plothenbach soll früher Blutenbach geheißen haben. Die Sage berichtet von einer heidnischen Opferstätte, von der das Blut der Geopferten so stark geflossen sei, dass die Farbe des Bachwassers ganz rot davon wurde. Im Volksmund heißt es noch heute Bluten und Blutenbach. Der Hinweis auf eine ehemalige Opferstätte ist nicht widerlegt.
Der Bach, bereits 1264 als „Plotawasser“ aufgeführt, hat seinen slawischen Namen Blotna (Sumpfbach) wohl auf den Ort übertragen. Über Jahrhunderte trennte der Plothenbach die Ortsteile Neudeck und Plothen, den Orlagau und das Wisentaland. Bis nach dem Ersten Weltkrieg schied er politisch und teilweise auch kulturell die reußischen von den sächsisch beeinflussten Gebieten.

### Einwohnerentwicklung
Entwicklung der Einwohnerzahl (jeweils am 31. Dezember):
| - 1994: 323 - 1995: 319 - 1996: 311 - 1997: 321 - 1998: 318 - 1999: 305 | - 2000: 310 - 2001: 325 - 2002: 324 - 2003: 326 - 2004: 317 - 2005: 305 | - 2006: 317 - 2007: 318 - 2008: 306 - 2009: 293 - 2010: 286 - 2011: 286 | - 2012: 289 - 2013: 287 - 2014: 275 - 2015: 277 - 2016: 266 - 2017: 266 | - 2018: 263 - 2019: 259 - 2020: 252 - 2021: 244 - 2022: 263 |

Datenquelle: Thüringer Landesamt für Statistik

## Religion
76 % der Einwohner von Plothen gehören der evangelischen Kirche an. Die evangelisch-lutherische Kirchengemeinde St. Trinitatis Plothen gehört zum Pfarrbereich Dittersdorf im Kirchenkreis Schleiz der Evangelischen Kirche in Mitteldeutschland.

## Sehenswertes

### Hausteich und Pfahlhaus

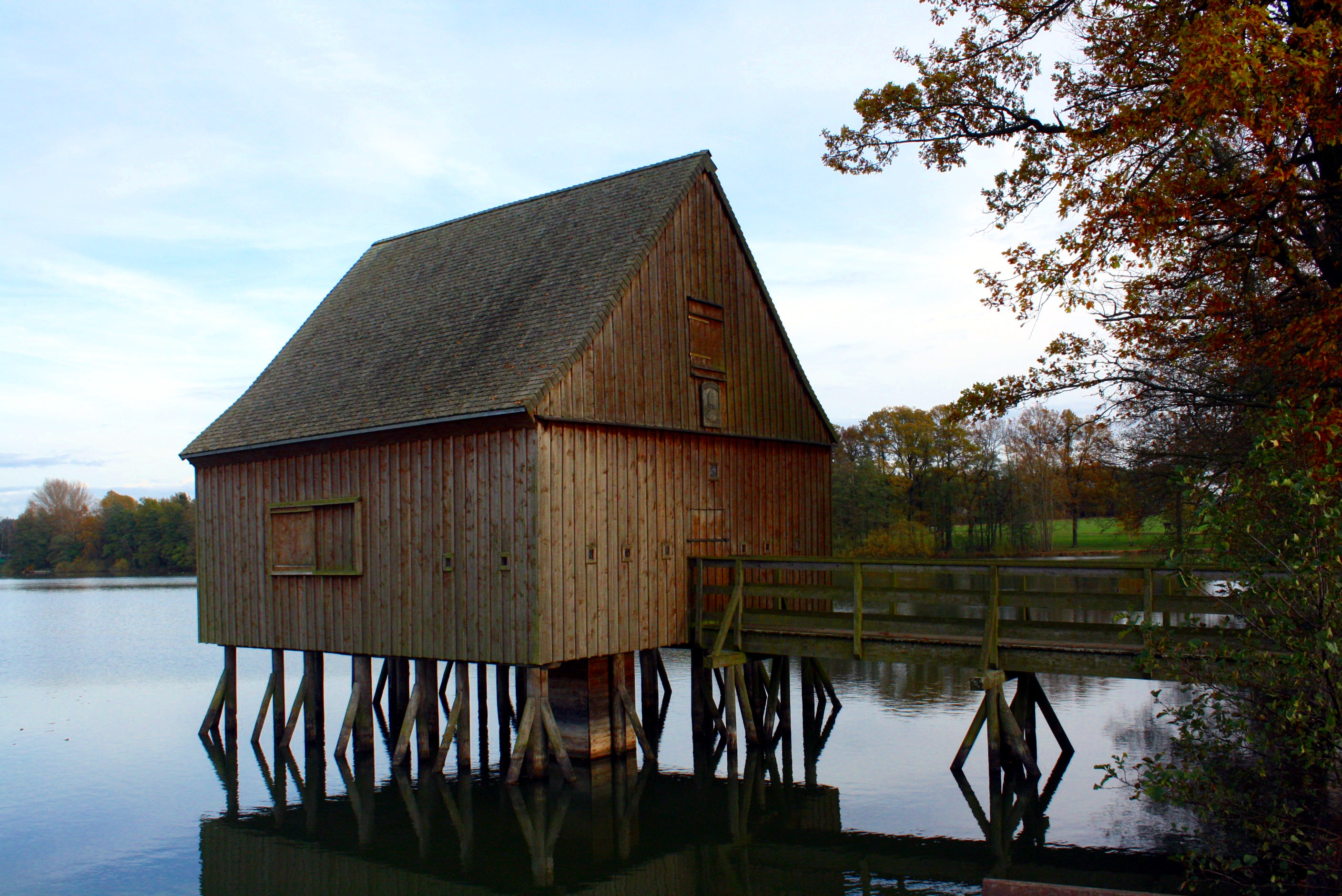
Das Pfahlhaus im Hausteich

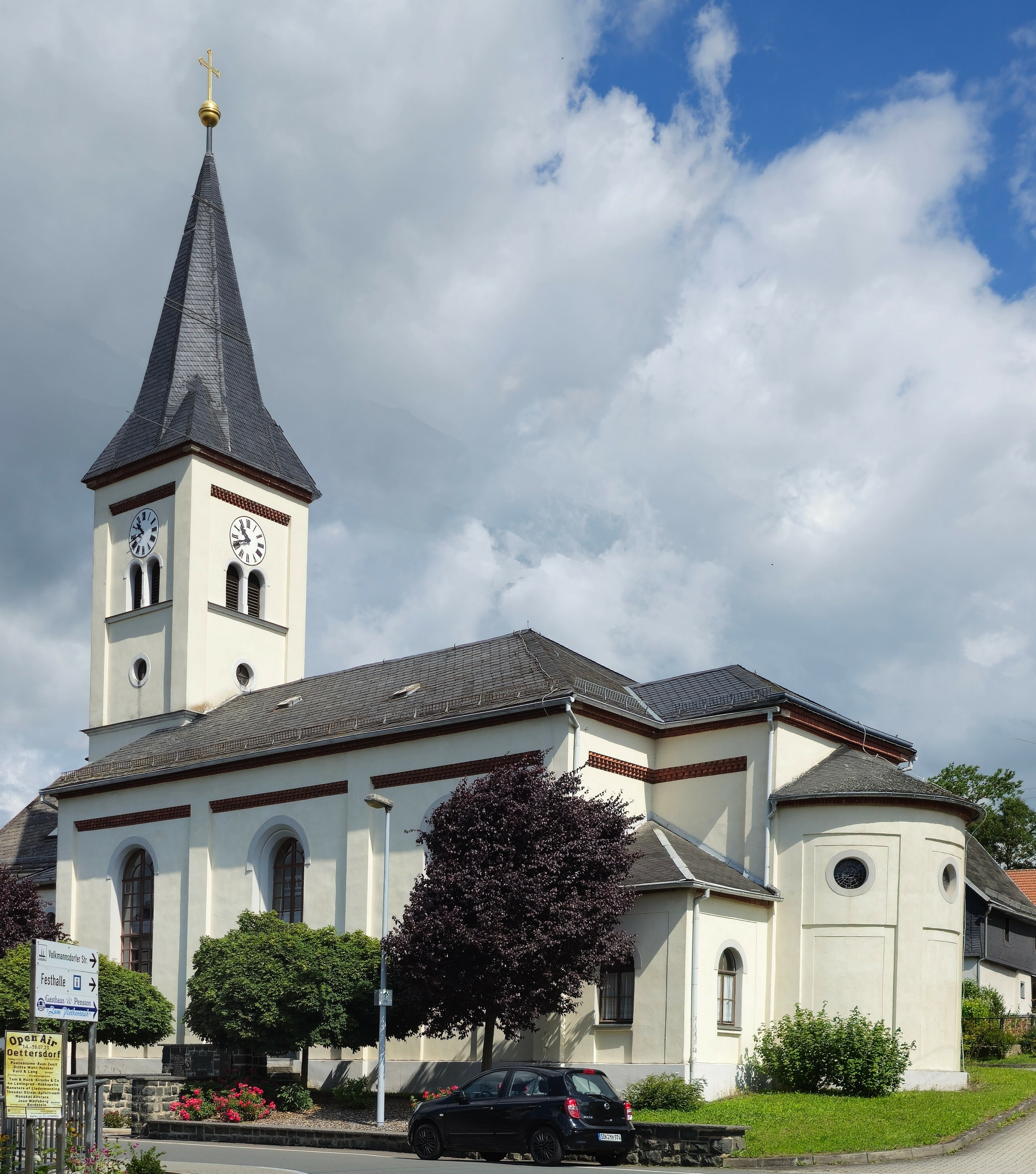
Kirche in Plothen

Als Wahrzeichen Plothens gilt das etwa 300 Jahre alte Pfahlhaus im Hausteich, dem mit 28 ha größten der Plothener Teiche. Es ist in seiner Bauweise einmalig in Thüringen. In den letzten Jahren wurde es umfassend renoviert, heute ist darin ein kleines Museum untergebracht.
Der im Jahre 1511 erstmals erwähnte Haus- oder Plothenteich ist mit einer Größe von 28–32 ha (je nach Wasserpegel) und einem Umfang von 4 km der größte Teich Thüringens. Im Sommer ist er das Paradies vieler Wildenten und anderer zum Teil seltener Wasservögel.
Die Fischerei erfolgt nicht mit Netzen, sondern durch Ablassen mittels einer Docke. Deren Querschnitt beträgt einen Meter. Das Ablassen dauert 4 bis 6 Wochen. Früher wurde der leere Teich alle paar Jahre mit Hafer besät (gehäbert). Der Teichschlamm diente als wertvolles Düngemittel.
An Damm steht das einst auf Pfählen errichtete Hausteichhaus, das Wahrzeichen der Region, dessen Errichtungsdatum nicht gesichert ist. Die Sage schiebt seine Entstehung einem Bruderstreit zu, der um die Nutzung des Teichdammes entbrannt war. Dieser 600 Meter lange und bis zu 5,5 Meter hohe Koloss mit seinen ehemals 500 Bäumen misst in der Breite zwischen 5 und 15 Metern. Er ist das sichtbare Zeichen für den ungeheuren Aufwand, der mit der Anlage des Teichgebietes einst verbunden war. Während der Sieger also den Damm für sich behauptete, baute sich der Unterlegene seine Behausung auf Pfählen. Urkundlich 1611–1612 erwähnt, diente das Hausteichhaus während der Pestepidemie als Kirche, in der auch Trauungen stattfanden.
Bis 1878 gehörten Haus und Teich dem Greizer Fürsten, der dort Entenjagden veranstaltete. Das Pfahlhaus mit seinen drei Räumen und einer Kochgelegenheit diente dabei als äußerst ausgefallene und repräsentative Jagdhütte. Dann kam das Ensemble in den Besitz des Rittergutes Knau. Bis zum Zweiten Weltkrieg war das Haus ein beliebter Anlass zum Sonntagsausflug. Nach der Zerschlagung des Rittergutes durch die sowjetische Besatzungsmacht ging der Hausteich in Volkseigentum über.

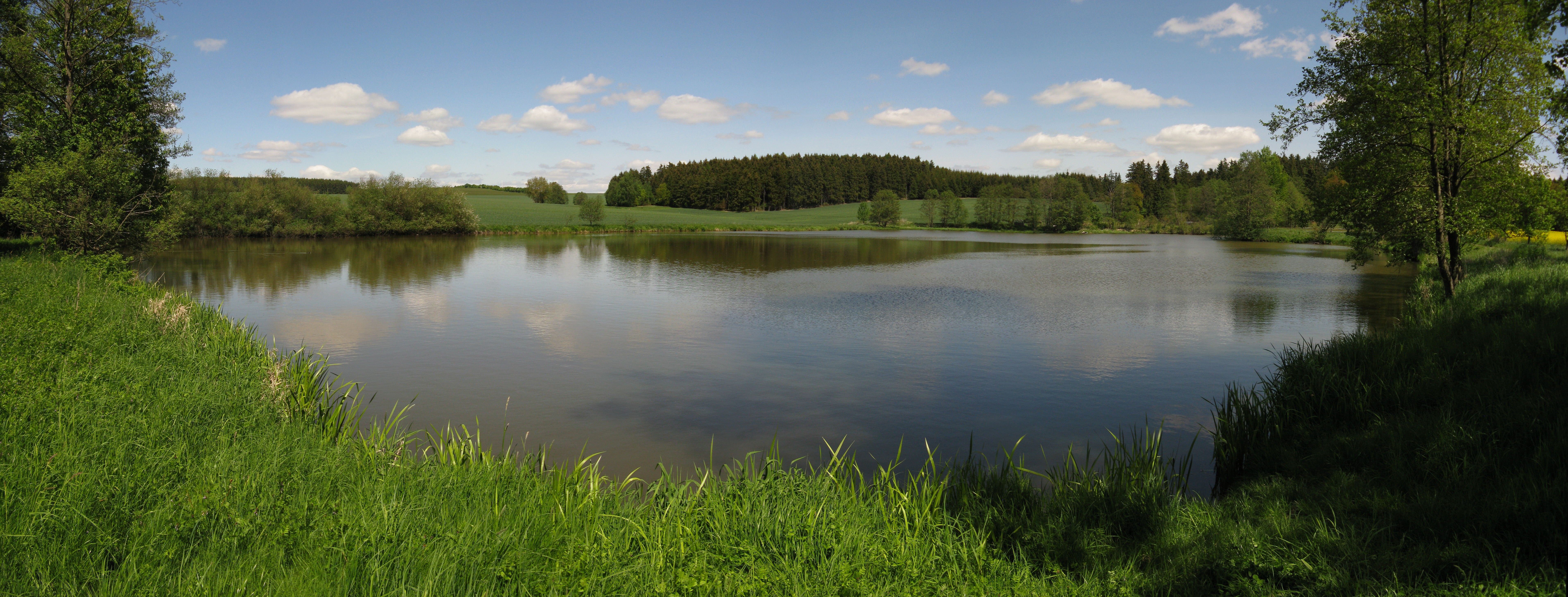
Dreba-Plothener Teichgebiet

Unter dem Slogan: „Unser Neuland sind die Teiche“ gab es misslungene Versuche der Landwirtschaftsakademie, Hirse anzubauen. Von 1958 bis 1990 war das Haus Geräteraum und Lager des VEB Binnenfischerei Knau, dem neuen Bewirtschafter des Teichgebiets. Nach der Wende kam der Hausteich in den Besitz des Landes und das mittlerweile sehr baufällige Pfahlhaus 1991 unter Denkmalschutz. Zunächst sicherte eine Initiativgruppe unter Jürgen Auerswald den maroden Baubestand. 1995 erfolgte in Plothen die Gründung eines Traditions- und Heimatvereins mit dem erklärten Ziel, das Hausteichhaus zu sanieren. Die endgültige Restauration erfolgte dann nach zahlreichen Sammelaktionen, durch lokale Firmen unter Mithilfe vieler Freiwilliger aus Dreba und Plothen.
Seit 1997 ist der Traditions- und Heimatverein e. V. Pächter des Pfahlhauses, mit dem Ziel, das Gebäude zu schützen und für alle offen zu halten. Dort lädt ein Museum zu einem Ausflug in die Geschichte der Teiche und der Fischerei ein. Es ist je nach Saison geöffnet.

### Kirche
Die Winterkirche, in der Mitte des Dorfes auf einer inzwischen eingeebneten kleinen Anhöhe, wurde 1866–1867 errichtet. Ausgeführt als neuromanische Saalkirche, mit runder Apsis und Chor-Rechteck, ist sie einer byzantinischen Basilika nachempfunden. Das Hauptportal ist üppig ausgestaltet, der Westturm mit einem Helm bekrönt. Eine umfassende und ansprechende Restaurierung der Kirche erfolgte 1997. Die älteste Glocke, vom Schleizer Meister Markus Rosenmeyer im Jahre 1520 gegossen, hatte einen Durchmesser von 80 cm und trug die Aufschrift: „vox mea vox vite vos voco ad sacra venite“. Das heißt so viel, wie: Mein Wort ist Leben, kommt, ruf ich, zur heiligen Stätte.
Der Vorgängerbau aus dem 13. Jahrhundert, ein sehr einfacher schindelgedeckter Bau mit wenigen Fenstern, war vom Türschloss bis zu den Heiligenfiguren von seltener Einfachheit. Die ehemalige Kanzel im Renaissance-Stil mit massiger Beimischung von Barock (nach 1650) ähnelte der in Neundorf und ist in den Kanzelaltar von 1879 mit Teilen eingearbeitet. Der Gottesacker bei der Kirche wurde 1611 zur Zeit der Pest aufgegeben, ein neuer an der Südseite des Dorfes angelegt. Das dortige Bahrenhäuschen mit altertümlichem Dach und Turmknopf wurde erst 1930 gebaut.

## Persönlichkeiten
- Neben der Kirche befindet sich das ehemalige Schulhaus von 1912. In der Lehrerwohnung darüber lebte der Pädagoge und verdiente Heimatforscher Martin Müller (1891–1978).
- Auf dem Hof des jetzigen Gasthauses Zum Plothenteich wurden um 1800 die beiden Brüder

Johann Gottlieb Steingraeber  und Christian Heinrich Steingraeber geboren. Ihr Leben weihten sie der Musik bzw. dem Instrumentenbau.
- - Christian Heinrich war der Vater des Klavierfabrikanten Eduard Steingraeber (Steingraeber). Richard Wagner hat ihn später nach Bayreuth geholt, wo er seine Pianoforte-Fabrik gründete. Noch heute steht im Bayreuther Festspielhaus der von ihm gefertigte Flügel, auf dem Wagner seinen Parsifal komponierte, und das Instrument für die Wiedergabe der Gralsglocken. Ebenso befindet sich noch ein Steingraeber-Klavier im Gasthaus.
  - Der Sohn Johann Gottliebs gilt als Begründer des Theodor Steingraeber Musikverlags in Leipzig, der nicht zuletzt wegen seiner Klassikerausgaben bekannt wurde. Unter dem Synonym Gustav Damm brachte er 1868 das Lehrbuch Damm-Klavierschule heraus, das Generationen von Schülern beim Unterricht begleitet hat.
- Der Reichstagsabgeordnete Julius Arnold (1847–1926) wurde in Plothen geboren.
- Wilhelm Friedrich Pohl (1828–1892), deutscher Gutsbesitzer in Plothen und Politiker